# Сальседа-де-Каселас
Сальседа-де-Каселас (гал. Salceda de Caselas, ісп. Salceda de Caselas) — муніципалітет в Іспанії, у складі автономної спільноти Галісія, у провінції Понтеведра. Населення — 8289 осіб (2009).
Муніципалітет розташований на відстані близько 450 км на північний захід від Мадрида, 37 км на південь від Понтеведри.
Муніципалітет складається з наступних паррокій: Ентенса, Пардеррубіас, А-Піконья, Сан-Шуршо-де-Сальседа, Санта-Марія-де-Сальседа, Санто-Естево-де-Будіньйо, Соутело.

## Демографія
Динаміка населення (INE ):